# Brindisi megye
Brindisi Olaszország Puglia régiójának egyik megyéje. Székhelye Brindisi.

## Fekvése
Brindisi megye az Adriai-tenger nyugati partján fekszik. Délen Lecce megye, nyugaton Taranto megye, északon pedig Bari megye határolja. A megye déli része Salento vidékéhez tartozik, északi része pedig a Murgéhez.

## Főbb látnivalók
- Brindisi római kori emlékei és erődítménye
- a Fasano melletti szafaripark
- Ostuni „fehér” óvárosa
- Ceglie Messapica karsztvidéke
- Cisternino és Ceglie Messapica trullói

## Községei(comuni)
| Brindisi            | Oria                    |
| Carovigno           | Ostuni                  |
| Ceglie Messapica    | San Donaci              |
| Cellino San Marco   | San Michele Salentino   |
| Cisternino          | San Pancrazio Salentino |
| Erchie              | San Pietro Vernotico    |
| Fasano              | San Vito dei Normanni   |
| Francavilla Fontana | Torchiarolo             |
| Latiano             | Torre Santa Susanna     |
| Mesagne             | Villa Castelli          |